# خیمنا سانچز
خیمنا وی. سانچز (متولد Jimena Sánchez Mejía Reyes؛ ۲۸ سپتامبر 1984) یک روزنامه‌نگار ورزشی، مجری تلویزیونی و مدل مکزیکی است. او در حال حاضر با فاکس اسپورت مکزیک و فاکس دیپورتز قرارداد بسته است. خیمنا سانچز مجیا ریس در ۲۸ سپتامبر ۱۹۸۴ در مکزیکو سیتی به دنیا آمد. او در وراکروز در خلیج مکزیک بزرگ شد. پس از یک دهه زندگی در وراکروز، او به مکزیکو سیتی نقل مکان کرد تا در یک دانشگاه بازیگری بخواند. او در نهایت بدون اینکه مدرکش را تمام کند دانشگاه را ترک کرد.